# Cynthia II
Cynthia II é o segundo álbum de estúdio da cantoria de freestyle Cynthia, lançado em 1990 pela gravadora Micmac Records. Os singles desse álbum foram "Dreamboy/Dreamgirl", uma parceria com o cantor Johnny O, que chegou a posição #53 na Billboard Hot 100, e "Break Up to Make Up", que chegou a posição #70 em 20 de Julho de 1991 na Billboard Hot 100.
| Críticas profissionais                                                      | Críticas profissionais |
| Avaliações da crítica                                                       | Avaliações da crítica  |
| Fonte                                                                       | Avaliação              |
| --------------------------------------------------------------------------- | ---------------------- |
| allmusic                                                                    | [ 2 ]                  |
| Esta tabela precisa de ser acompanhada por texto em prosa. Consulte o guia. |                        |

## Faixas
| N.º | Título                                       | Duração |  |
| 1.  | "What Will It Take"                          | 4:03    |  |
| 2.  | "Never Thought I Let You Go"                 | 4:19    |  |
| 3.  | "One Mistake"                                | 3:06    |  |
| 4.  | "Dreamboy/Dreamgirl" (parceria com Johnny O) | 4:21    |  |
| 5.  | "Pledging All My Love"                       | 3:46    |  |
| 6.  | "Best Lovers/Best Friends"                   | 4:07    |  |
| 7.  | "Break Up to Make Up"                        | 3:57    |  |
| 8.  | "Forever Missing You"                        | 4:10    |  |

## Desempenho nas paradas musicais
Singles - Billboard
| Ano  | Single                | Parada musical                     | Posição |
| ---- | --------------------- | ---------------------------------- | ------- |
| 1990 | "Dreamboy/Dreamgirl"  | Billboard Hot 100                  | 53      |
| 1990 | "Dreamboy/Dreamgirl"  | Hot Dance Music/Maxi-Singles Sales | 17      |
| 1991 | "Break Up to Make Up" | Billboard Hot 100                  | 70      |